# Der Königssohn, der sich vor nichts fürchtet

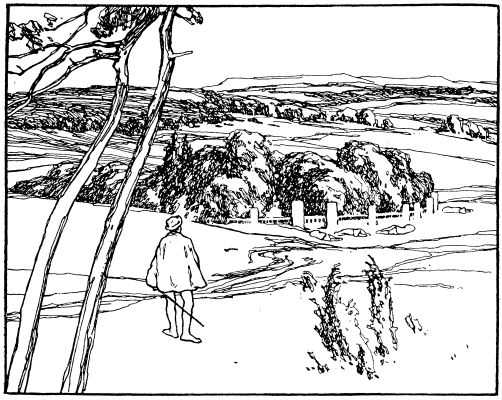
Illustration von Otto Ubbelohde, 1909

Der Königssohn, der sich vor nichts fürchtet ist ein Märchen (ATU 590). Es steht in den Kinder- und Hausmärchen der Brüder Grimm ab der 2. Auflage von 1819 an Stelle 121 (KHM 121). Dort schrieb sich der Titel ab der 3. Auflage ohne Komma Der Königssohn der sich vor nichts fürchtet.

## Inhalt

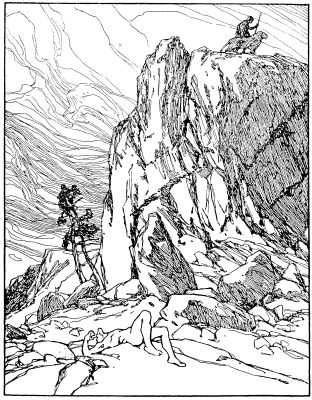
Illustration von Otto Ubbelohde, 1909

Ein Königssohn wandert in die Welt und spielt mit mannsgroßen Kegeln vor dem Haus eines Riesen. Der trägt ihm auf, einen Apfel vom Baum des Lebens für seine Braut zu holen. Der Königssohn findet den Garten mit dem Baum. Die wilden Tiere, die ihn bewachen, tun ihm nichts. Als er den Apfel abbricht, schließt sich um seinen Arm der Ring, durch den man dazu hindurch fassen muss, wodurch er große Kraft erhält. Ein Löwe wacht auf und folgt ihm als seinem Herrn. Er bringt den Apfel dem Riesen, aber dessen Braut ist nicht zufrieden, wenn er ihr nicht auch den Ring zeigt. Der Riese versucht erst erfolglos ihn dem Prinzen im Kampf wegzunehmen, dann stiehlt er ihn, als sie im Fluss baden, aber der Löwe holt ihn wieder zurück. Der Riese sticht dem Königssohn die Augen aus und führt den Blinden dann zweimal zu einem Abhang, damit er zu Tode stürzt, aber der Löwe verhindert es beide Male und stürzt den Riesen hinunter. Der Löwe führt den Königssohn zu einem Bach, dessen Wasser ihm das Augenlicht zurückgibt. Der Königssohn wandert weiter und trifft eine schwarze Jungfrau in einem verwünschten Schloss, die ihn bittet sie zu erlösen. Dazu verbringt er drei Nächte in dem Schloss und lässt sich dort von kleinen Teufeln quälen, ohne sich zu fürchten oder einen Laut von sich zu geben. Dabei kommen die Teufel jedes Mal um Mitternacht, nehmen zunächst keine Notiz von ihm, spielen und reden über seine Anwesenheit, ehe sie über ihn herfallen. Morgens kommt die Jungfrau und heilt ihn mit Wasser des Lebens, wobei von Mal zu Mal ihre schwarze Farbe schwindet. Schließlich ist das Schloss erlöst, der Königssohn und die schneeweiß gewordene Prinzessin heiraten.

## Herkunft

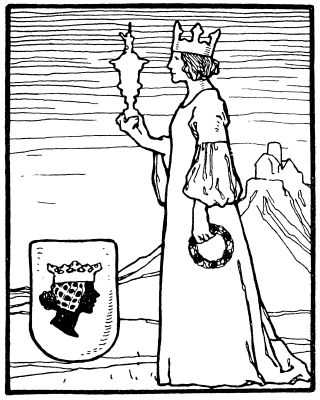
Illustration von Otto Ubbelohde, 1909

Grimms Anmerkung notiert „Aus dem Paderbörnischen“ (von Familie von Haxthausen), „doch ist die Überlieferung schon verwirrt oder getrübt.“ Sie nennen zum Vergleich Herkules, ein Märchen bei Emil Friedrich Julius Sommer „S. 122“ und eines bei Karl Müllenhoff Nr. 11. Ein Fragmenttext aus Grimms Nachlass mit dem Vermerk „Anna v. Haxthausen“ vom „Königssohn, der sich nicht fürchtet“ enthält ebenfalls drei Qualnächte mit schrittweiser Erlösung der Prinzessin. Riesenkampf und Löwenritter erinnern an Sagen wie Iwein. Der Löwe ist seit der Antike dankbares Tier, belebt laut Jacob Grimm die Phantasie. Vgl. dazu KHM 60 Die zwei Brüder, zum Baum des Lebens KHM 17 Die weiße Schlange, KHM 21 Aschenputtel, KHM 47 Vom Machandelbaum, KHM 57 Der goldene Vogel, KHM 130 Einäuglein, Zweiäuglein und Dreiäuglein, zum Wasser des Lebens KHM 42 Der Herr Gevatter, KHM 97 Das Wasser des Lebens, KHM 107 Die beiden Wanderer, KHM 107a Die Krähen, KHM 6 Der treue Johannes (Anmerkung), zum Spukhaus KHM 4 Märchen von einem, der auszog, das Fürchten zu lernen, KHM 33 Die drei Sprachen, KHM 81 Bruder Lustig, KHM 90 Der junge Riese, KHM 92 Der König vom goldenen Berg, KHM 137 De drei schwatten Prinzessinnen. Dass die erlöste Prinzessin weiß wird, kommt später in Johann Wilhelm Wolfs Deutsche Hausmärchen oft vor, so etwa in Fürchten lernen; vgl. Nr. 36 Die zwölf Riesen, Nr. 37 Die beiden Försterskinder, drei Äpfel auch in Nr. 11 Hadelum-pum-pum in Ulrich Jahns Volksmärchen aus Pommern und Rügen.

## Interpretation
Laut Walter Scherf ist das Zaubermärchen vom Sohn, der von seiner Mutter verfolgt wird, bei Grimm nur in dieser entstellten Fassung vertreten, wohl aber in Nicolas Gredts Sagenschatz des Luxemburger Landes, Nr. 912 Der alte Turm zu Bus, Ulrich Jahns Volksmärchen aus Pommern und Rügen, Nr. 36 Die zwölf Riesen, Nr. 37 Die beiden Försterskinder, Karl Müllenhoffs Sagen, Märchen und Lieder der Herzogtümer Schleswig, Holstein und Lauenburg, Nr. 604 Das blaue Band, Johann Wilhelm Wolfs Deutsche Hausmärchen, Nr. 15 Das weiße Hemd, das schwere Schwert und der goldene Ring, Nr. 24 Der Kaiserssohn und sein Pathe.
Claus Riemann nutzt das Märchen im Sinne der astrologischen Psychologie, um den Löwe-Aspekt zu veranschaulichen. Demnach hole der Königssohn den Apfel nicht aus innerem Antrieb, sondern um dem Riesen zu beweisen, dass ihm alles möglich ist, was seine unreife Einstellung zeige. Das selbstsichere Siegerkonzept des Königssohnes werde durch sein Erblinden ins Wanken gebracht. Laut Riemann nutze dieser darauf die Ohnmachtserfahrung zu einer Veränderung seines Selbstbildes, was sich in der Reaktion auf das Hilfegesuch der Prinzessin äußere, das er "mit Gottes Hilfe" zu erfüllen versucht. Der Entwicklungsprozess des Märchens beschreibe demnach eine Wandlung hin zu einem innerlichen Heldentypus und einer von äußerlichen Umständen unabhängigen inneren Würde.
Regina Kämmerer bemerkt den Gegensatz von mutigem Prinz und großtuerischem Riesen, der dessen Zuversicht für sich nutzen will.